# Dawn Primarolo
Dawn Primarolo, (née le 2 mai 1954) est une femme politique du parti travailliste britannique qui est députée de Bristol South de 1987 à 2015. Elle est ministre d'État à l'enfance, à la jeunesse et à la famille au ministère de l'Enfance, de l'École et de la Famille de juin 2009 à mai 2010 et vice-présidente de la Chambre des communes de 2010 à 2015. Elle est nommée Dame Commandeur de l'Ordre de l'Empire britannique (DBE) lors de l' anniversaire 2014 pour service politique. Elle est nommée pair à vie dans les honneurs de dissolution 2015 . 

## Jeunesse et carrière
Née à Londres, Primarolo grandit à Crawley, dans le West Sussex, où elle fréquente l'école polyvalente Thomas Bennett . Elle étudie ensuite à Bristol Polytechnic pour devenir comptable et secrétaire juridique. De retour à Londres, en 1973, elle rejoint le Parti travailliste alors qu'elle est employée comme secrétaire juridique dans un centre juridique de l'est de Londres . 
Après son mariage, elle est retournée à Bristol pour élever son fils . Elle obtient un diplôme en sciences sociales à Bristol Polytechnic, et un BA (Hons). Tout en travaillant, elle poursuit ensuite ses études à l'Université de Bristol, où elle s'est inscrite à un doctorat de recherche sur les femmes et le logement. Elle n'a pas terminé le doctorat, mais reçoit un doctorat honorifique de l'université en 2016 . 
S'impliquant dans sa communauté locale, Primarolo appartient à divers groupes de femmes et est active dans la Campagne pour le désarmement nucléaire, membre fondateur de Windmill Hill City Farm et directrice d'école . 
Active dans son parti travailliste local, en 1985, elle est élue au conseil du comté d'Avon, où elle est vice-présidente du comité d' égalité des chances. 

## Carrière parlementaire
Primarolo est élue pour la première fois au Parlement à l'élection générale de 1987, après que le parti de circonscription ait désélectionné Michael Cocks, le député sortant. Elle a attiré l'attention en 1989 en demandant à Margaret Thatcher si le seul espoir pour les femmes mal rémunérées est "de suivre son exemple et de se trouver un mari riche". Elle lisait une question au nom d'Ann Clwyd, à l'époque, qui avait «perdu la voix». 
Au moment où elle est élue pour la première fois, Primarolo est considérée comme étant à l'extrême gauche, mais est devenu plus tard une loyaliste du New Labour conduisant Andrew Roth du Guardian à dire qu'elle a "changé de Red Dawn à Rosy Pink". Dans le cadre de ce changement, elle est passée du soutien à la Campagne pour le désarmement nucléaire (CND), qui l'a conduite en politique, au vote pour le renouvellement de la dissuasion nucléaire britannique Trident. 
De 1992 à 1994, elle est porte-parole de l'opposition pour la santé, puis de 1994 à 1997 pour le Trésor. De 1997 à 1999 elle est Secrétaire financier au Trésor et Paymaster General de 1999 à 2007, puis Ministre d'État à la Santé publique de 2007 à 2009 et Ministre d'État à l'enfance et à la jeunesse de 2009 à 2010. 
Malgré sa campagne contre la première guerre du Golfe en 1991, elle vote en faveur de la guerre en Irak en 2003, et contre toute enquête sur l'invasion après qu'elle a eu lieu . Sur d'autres «questions clés» (telles que décrites par TheyWorkForYou), elle vote en faveur des cartes d'identité et de l'augmentation des frais de scolarité universitaires . 
En tant que Paymaster General, Primarolo est responsable de l'administration du système de crédits d'impôt. Ce système a fait l’objet de quelques critiques, notamment d’allégations selon lesquelles certaines familles se sont retrouvées moins bien loties . Cela est venu peu de temps après qu'elle a "insisté sur le fait que le système de crédit d'impôt pour enfants est un" succès "", malgré le départ du personnel de l'Inland Revenue pour protester contre la pression sous laquelle ils étaient placés. Elle est également responsable de l'introduction des règles fiscales controversées IR35 qui visent à taxer «l'emploi déguisé» à un taux similaire à celui de l'emploi. Elle est nommée président du groupe Code de conduite lors de sa création par ECOFIN en mars 1998 . 
En 2005, le premier ministre Tony Blair est contraint de présenter des excuses après un rapport du médiateur parlementaire selon lequel Primarolo n'avait pas fourni d'informations précises au Parlement . 
En tant que ministre d'État à la Santé publique, elle est responsable de l'amélioration de la santé et des questions de protection de la santé, y compris des domaines tels que le tabac, l'obésité, les drogues et la santé sexuelle, ainsi que des affaires internationales, de la pharmacie et de la recherche et développement . 
Le 5 juin 2009, Primarolo succède à Beverley Hughes au poste de ministre d'État à l'enfance, à la jeunesse et à la famille. Cela lui a donné le droit d'assister aux réunions du cabinet lorsque ses responsabilités étaient à l'ordre du jour. 
Les capacités de Primarolo en tant que ministre ont été remises en question, l'ancien Premier ministre Tony Blair révélant dans son autobiographie A Journey qu'il ne pensait pas qu'elle était «bonne pour le gouvernement» mais qu'il a dû lui donner un poste parce qu'elle était l'une des proches de Gordon Brown et le commentateur politique Danny Finkelstein arguant qu'elle était "la prétendante n ° 1" pour le titre de "pire ministre du travail" . Jonathan Powell, chef d'état-major de Blair, aurait déclaré: «Nous avons renvoyé Dawn Primarolo environ dix fois. Et chaque fois que Gordon (Brown) a insisté pour que nous la remettions. " . 
Primarolo rejoint le cabinet fantôme en tant que ministre fantôme des enfants lorsque les travaillistes sont passés dans l'opposition en mai 2010. En juin 2010, elle devient vice-présidente de la Chambre des communes. En novembre 2011, elle annonce son intention de se retirer du Parlement lors des prochaines élections générales. 
Elle est créée pair à vie prenant le titre de baronne Primarolo, de Windmill Hill dans la ville de Bristol le 26 octobre 2015. 

## Vie privée
Primarolo épouse le secrétaire régional d'UNISON Ian Ducat à Bristol en 1990 . Le 13 mai 2007, John Reid est accusé de l'avoir «harcelé sexuellement» pendant ses premières années au Parlement . 